# Izvor (Svrljig)
Pour les articles homonymes, voir Izvor.
Izvor (en serbe cyrillique : Извор) est un village de Serbie situé dans la municipalité de Svrljig, district de Nišava. Au recensement de 2011, il comptait 438 habitants.

## Démographie
| 1948  | 1953  | 1961  | 1971  | 1981  | 1991 | 2002 | 2011 |
| ----- | ----- | ----- | ----- | ----- | ---- | ---- | ---- |
| 1 930 | 1 996 | 1 908 | 1 497 | 1 259 | 924  | 722  | 438  |

|  |